# بوليط شاحب
بوليط شاحب (الاسم العلمي: Boletus pallidus ) هو نوع الفطريات يتبع جنس البوليط من الفصيلة البوليطية.